# Финнмарксвидда
Фи́ннмарксвидда (норв. Finnmarksvidda; северносаам. Finnmárkkoduottar), также Фи́нмаркен, Финнмаркское плато — плоскогорье на севере Норвегии в фюльке Финнмарк.

## Описание
Расположено на высоте 300—500 метров над уровнем моря. Температура воздуха в этом районе может опускаться до −40 °C. Рекордно низкое значение составило −51,4 °C.
Плоскогорье состоит из низких холмов, покрытых березняками, торфяными болотами и водоёмами. Скальные грунты сложены в основном горными породами докембрийской эпохи. В этом равнинном краю есть мелкие озёра и реки с низким значением уклона. Реки распадаются на множество протоков. Наиболее крупное озеро на плоскогорье — Йиешъяврре (68 км²).